# شهرستان قفله عذر
ناحیهٔ قفلة عذر (به عربی: مدیریة قفلة عذر) یک ناحیه در یمن است که در استان عمران واقع شده‌است.

## خصوصیات
ناحیهٔ قفلة عذر ۳۶٬۷۲۲ نفر جمعیت دارد.